# يوهان كيلدال
يوهان كيلدال (الاسم الكامل باللغة الدنماركية Johan Gustav Christoffer Thorsager Kjeldahl) هو كيميائي دنماركي عاش بين سنتي 1849 و1900.
ينسب إلى كيلدال الفضل في تطوير طريقة كيميائية من أجل التحليل الكمي للنتروجين في بعض المركبات الكيميائية مثل الأمونيوم، والمعروفة باسم طريقة كيلدال.